# Departamento Cruz del Eje

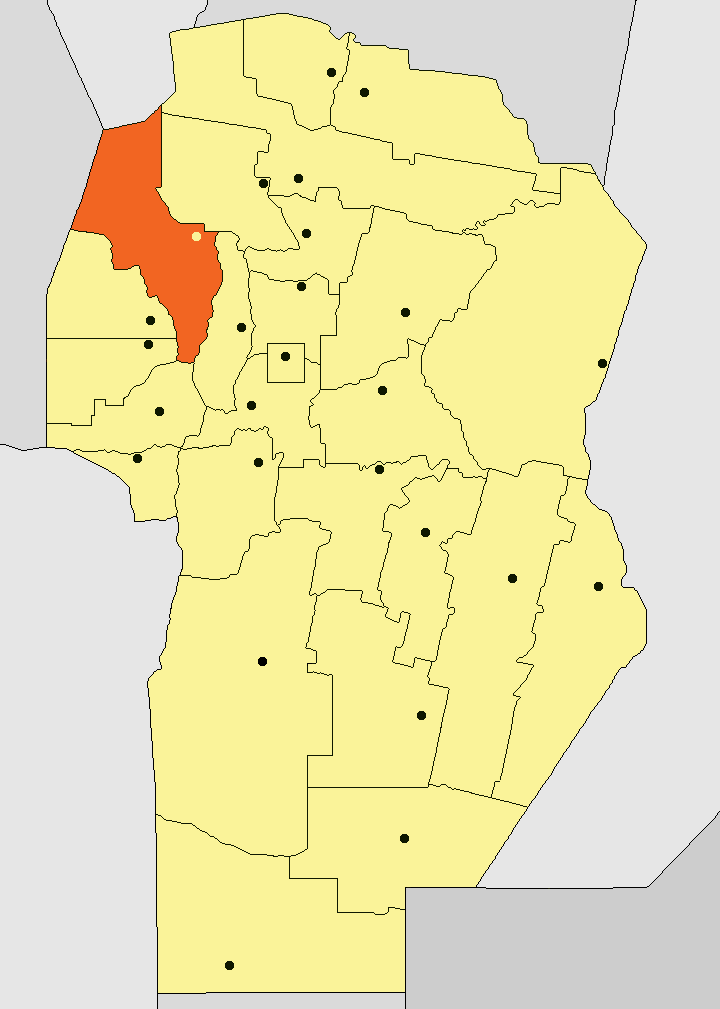
Lage des Departamento Cruz del Eje in der Provinz Córdoba

Cruz del Eje ist ein Departamento im westlichen Zentrum der zentralargentinischen Provinz Córdoba.
Insgesamt leben dort 67.112 Menschen auf 6821 km². Die Hauptstadt des Departamento ist Cruz del Eje.

## Städte und Dörfer
- Alto de Los Quebrachos
- Bañado de Soto
- Cruz de Caña
- Cruz del Eje
- El Brete
- Guanaco Muerto
- La Batea
- La Higuera
- Las Cañadas
- Las Playas
- Los Chañaritos
- Media Naranja
- Paso Viejo
- San Marcos Sierras
- Serrezuela
- Tuclame
- Villa de Soto[2]